# 光悅寺
光悅寺（こうえつじ）是位在日本京都府京都市北區鷹峯的日蓮宗寺院。山號「大虛山」（たいきょざん）。本尊十界大曼荼羅、開基（創立者）為日慈上人。光悅寺原本是江戶時代的藝術家本阿彌光悅在德川家康賜與之地所結的草庵，光悅死後，屋敷改成寺，境內有光悅的墓碑。

## 關連項目
- 光悅村

## 外部連結
- 京都観光Navi：光悦寺（页面存档备份，存于）